# Aeroportul Qaarsut
Aeroportul Qaarsut (IATA: JQA, ICAO: BGUQ) este un aeroport din Avannaata⁠(d), Groenlanda ce deservește zona Qaarsut⁠(d). A fost deschis în 1999 și numit după zona deservită.
Situat la o altitudine de 88 m, aeroportul dispune de o singură pistă. Este operat de Greenland Airport Authority⁠(d).